# USS Flint (CL-97)
USS Flint (CL-97) byl americký lehký křižník třídy Atlanta, který během posledního roku druhé světové války bojoval v řadách United States Navy na pacifickém bojišti. Flint patřil do druhé podskupiny plavidel třídy Atlanta, u kterých byla výzbroj snížena o čtyři kanóny ráže 127 mm. Po jednom roce bojů a dvou letech mírové služby byl křižník vyřazen ze služby a v roce 1966 sešrotován.